# Cutrettola (araldica)
In araldica la cutrettola compare solo in pochi stemmi di araldica civica.

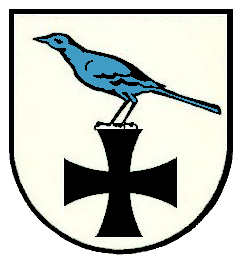
D'argento, alla cutrettola al naturale  sostenuta da una crocetta patente di nero (stemma di Löffelstelzen, Germania)
Una cutrettola nello stemma di Pottum, Germania

## Traduzioni
- Inglese: wagtail
- Tedesco: Bachstelze